# 대한민국 민법 제556조
대한민국 민법 제556조는 수증자의 행위와 증여의 해제에 대한 민법 채권법 조문이다.

## 조문
제556조(수증자의 행위와 증여의 해제) ① 수증자가 증여자에 대하여 다음 각호의 사유가 있는 때에는 증여자는 그 증여를 해제할 수 있다.
1. 증여자 또는 그 배우자나 직계혈족에 대한 범죄행위가 있는 때
2. 증여자에 대하여 부양의무있는 경우에 이를 이행하지 아니하는 때
②전항의 해제권은 해제원인있음을 안 날로부터 6월을 경과하거나 증여자가 수증자에 대하여 용서의 의사를 표시한 때에는 소멸한다.

第556條(受贈者의 行爲와 贈與의 解除) ① 受贈者가 贈與者에 對하여 다음 各號의 事由가 있는 때에는 贈與者는 그 贈與를 解除할 수 있다.
1. 贈與者 또는 그 配偶者나 直系血族에 對한 犯罪行爲가 있는 때
2. 贈與者에 對하여 扶養義務있는 境遇에 이를 履行하지 아니하는 때
②前項의 解除權은 解除原因있음을 안 날로부터 6月을 經過하거나 贈與者가 受贈者에 對하여 容恕의 意思를 表示한 때에는 消滅한다.

## 참고 문헌
- 오현수, 일본민법, 진원사, 2014. ISBN 978-89-6346-345-2
- 오세경, 대법전, 법전출판사, 2014 ISBN 978-89-262-1027-7
- 이준현, LOGOS 민법 조문판례집, 미래가치, 2015. ISBN 979-1-155-02086-9

## 같이 보기
- 증여
- 상속결격